# Sd.Kfz. 222

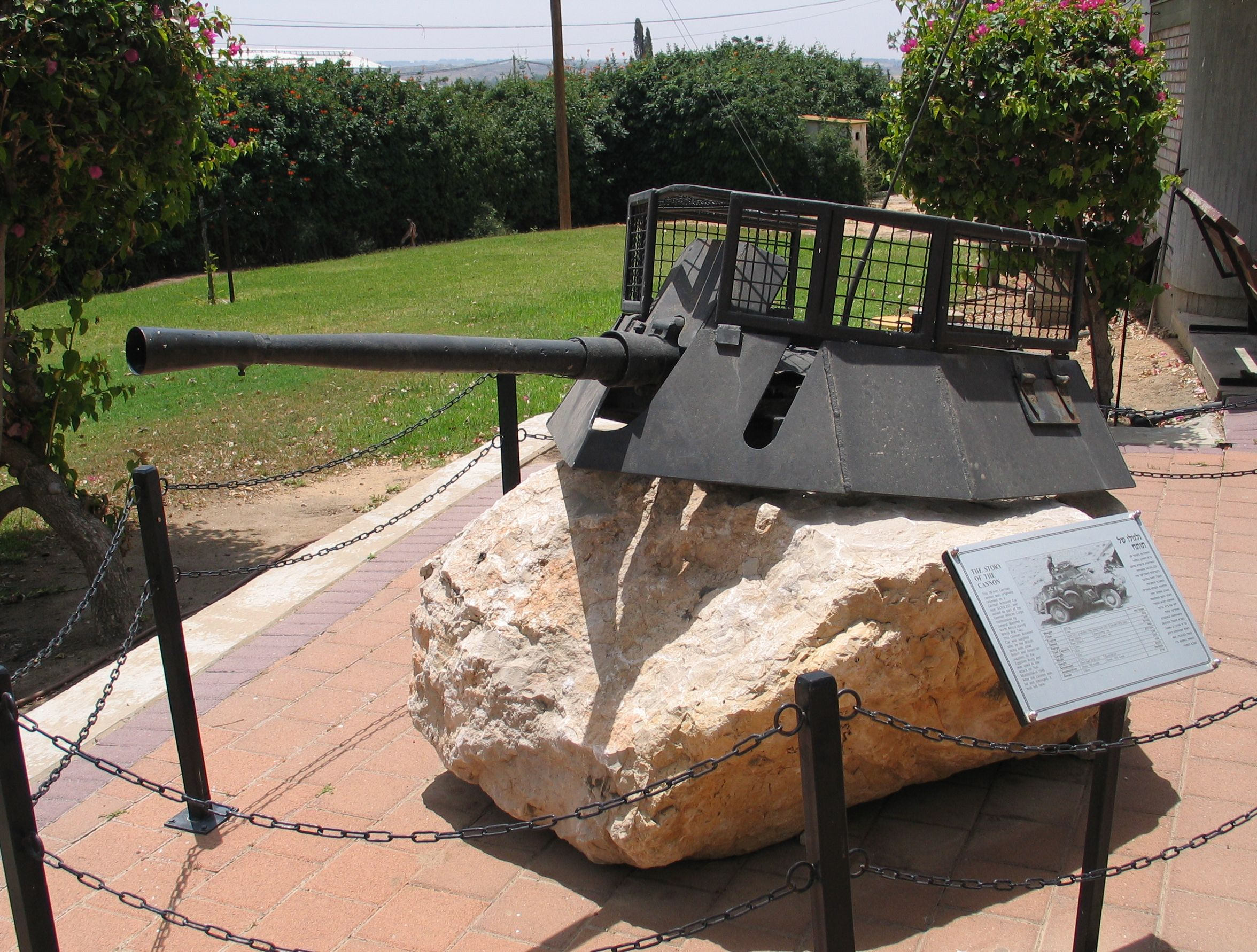
De geschuttoren van het Sd.Kfz. 222, die van boven open was; het gaas dient ter afweer van handgranaten.

De Leichter Panzerspähwagen (2cm) Sd.Kfz. 222 was een Duits licht pantservoertuig, een vierwielige 4x4 pantserwagen geproduceerd tijdens de Tweede Wereldoorlog.

## Geschiedenis
Het voertuig werd gedurende 1935 uit het Sd.Kfz 221 ontwikkeld in het kader van de Duitse herbewapening tijdens de jaren dertig. Het pantserwerk werd ontworpen door Eisenwerk Weserhütte AG in Bad Oeynhausen, en het aandrijfgedeelte door de Horchwerke-fabriek van Auto-Union te Zwickau. Schichau te Elbing en MNH te Hannover-Linden waren verantwoordelijk voor de eindassemblage van het prototype.

## Beschrijving
De belangrijkste verandering was het aanbrengen van een licht KwK 30 20mm-snelvuurkanon zodat de verkenningstroepen althans een beperkt vermogen kregen om vijandelijke pantservoertuigen uit te schakelen. Het kanon had een elevatie van 80° zodat het ook luchtdoelen kon bestrijden; in feite was de hele indeling hier sterk op ingericht. Het kanon stond op een roterende plaat op een sokkel op de bodem. De toren was van boven afgesloten met een gaasdeksel en het hoofdwapen en het coaxiale MG 34 machinegeweer konden ver boven de rand van de toren opgeheven worden waarbij het deksel in twee delen openklapte en de twee luiken met een klem vastgezet konden worden. Er waren drie bemanningsleden: een commandant-lader die ook de radio bediende, een schutter en een chauffeur. De stoeltjes voor de twee man in de toren zaten aan de bodemplaat vast. De commandant moest zelf de achttien munitiehouders van tien invoeren (de munitievoorraad voor het machinegeweer bedroeg 1050 schoten) en de radio bedienen die in de toren was aangebracht. Het Sd.Kfz 222 had zelf geen langeafstandsradio en moest de speciale radiovoertuigen van het type Sd.Kfz. 223 beschermen.
Door de sokkel was de gevechtsruimte erg krap; vanaf 20 april 1940 werd een verbeterd type ontwikkeld, gebaseerd op de KwK 38, waarbij het affuit aan de toren hing. Een coaxiale MG 42 kon nu desgewenst automatisch samen met het hoofdwapen afgevuurd worden. De luiken bleven door beugels in iedere gewenste hoek staan als ze uitgeklapt werden. De stoeltjes zaten nu aan het affuit vast. Een nadeel was wel dat door het hoger aangebrachte affuit de elevatie beperkt werd tot 70°. Gronddoelen konden echter beter bestreden worden door een echt telescoopvizier.

## Inzet
Het eerste model rolde van de band in 1936 en het type werd spoedig daarna het standaardverkenningsvoertuig van de Duitse Wehrmacht. Het Sd.Kfz. 222 was zeer betrouwbaar gedurende Fall Weiss, de inval in Polen, en tijdens de Blitzkrieg in de Slag om Frankrijk. Het ontwerp deed het later ook goed in Noord-Afrika. Tijdens de invasie in de Sovjet-Unie, Operatie Barbarossa, daarentegen werd het onderhoud moeilijk, door de enorme koude en slechte weersomstandigheden waarmee het voertuig te maken kreeg. Het type bleef in dienst bij de verkenningseenheden van de pantsertroepen tot het einde van de Tweede Wereldoorlog. Een klein aantal voertuigen werd verkocht aan China (twaalf in 1938) en Bulgarije.

## Productie
De productie bij Weserhütte, Schichau, MNH en Büssing-NAG liep van 1936 tot juni 1943. Verdeeld over zeven series zijn in totaal 989 stuks gebouwd. Eind 1937 waren er 72 gereed; in 1938 werden er nog eens 72 gebouwd, maar daarna daalde de productie weer tot 55 in 1939 en 32 in 1940. Dit alles weerspiegelde de lage prioriteit die in de eerste oorlogsjaren aan de productie van pantservoertuigen werd gegeven. In 1941 steeg het cijfer echter tot 179 om een piek te bereiken van 352 in 1942; in 1943 zijn er nog 198 gebouwd. Bij de vijfde serie, gebouwd vanaf mei 1942, werd een verbeterd chassis gebruikt met hydraulische remmen, een sterkere motor (90 pk in plaats van 75 pk) en een bepantsering die aan de voorkant verhoogd was van acht naar dertig millimeter. De twee modellen worden tegenwoordig wel Ausführung A en Ausf. B genoemd. Het Sd.Kfz 222 had geen echte opvolger daar men vierwielige pantserwagens achteraf te klein vond.